# Portal de la Purísima
El portal de la Purísima fue una de las puertas de la muralla medieval de Castellón de la Plana (España). Era la puerta situada al norte de las dos con las que contaba la calle Enmedio. Tras su derribo a finales del siglo XVIII su memoria ha permanecido en la cultura popular de los castellonenses a través de la toponimia menor, tres paneles cerámicos históricos en el lugar donde se situaba el portal y la celebración de unas fiestas en honor a la Inmaculada Concepción que han tomado el nombre de esta construcción desaparecida.

## Puerta de la muralla medieval
Hacia el año 1386 tendría lugar la última ampliación del recinto amurallado de Castellón. Fue hacia el norte, construyendo un nuevo muro junto al barranco de la calle San Luis e incorporando el espacio entre este y el barranco del Canyaret que hasta entonces marcaba el límite de la villa y que estaba ocupada por la morería, la judería y el conjunto de casas cristianas conocido como la Illeta, comportando  el derribo del portal d'En Pomar que quedaba dentro del recinto, la prolongación de la calle sobre el camino de Tortosa y la construcción de una nueva puerta al final de la misma llamada puerta jussana, portal de Albiol o de Na Niguerola. En 1389 se remodeló completamente el portal para protegerlo de la artillería, disponiéndolo en forma de doble recodo entre dos torres y con salida al frente desde su lateral izquierdo.
Siglos más tarde, en 1780 los vecinos reclaman al ayuntamiento el arreglo del portal que estaba deteriorado debido a la orden de derribo emitida en 1707 tras la guerra de sucesión española. Finalmente en 1794 se derribó el portal pero permaneció en pie el resto del muro que fue reaprovechado como medianera por las nuevas construcciones que se abrieron hacia las actuales calle San Luis y plaza Clavé.

## Panel devocional

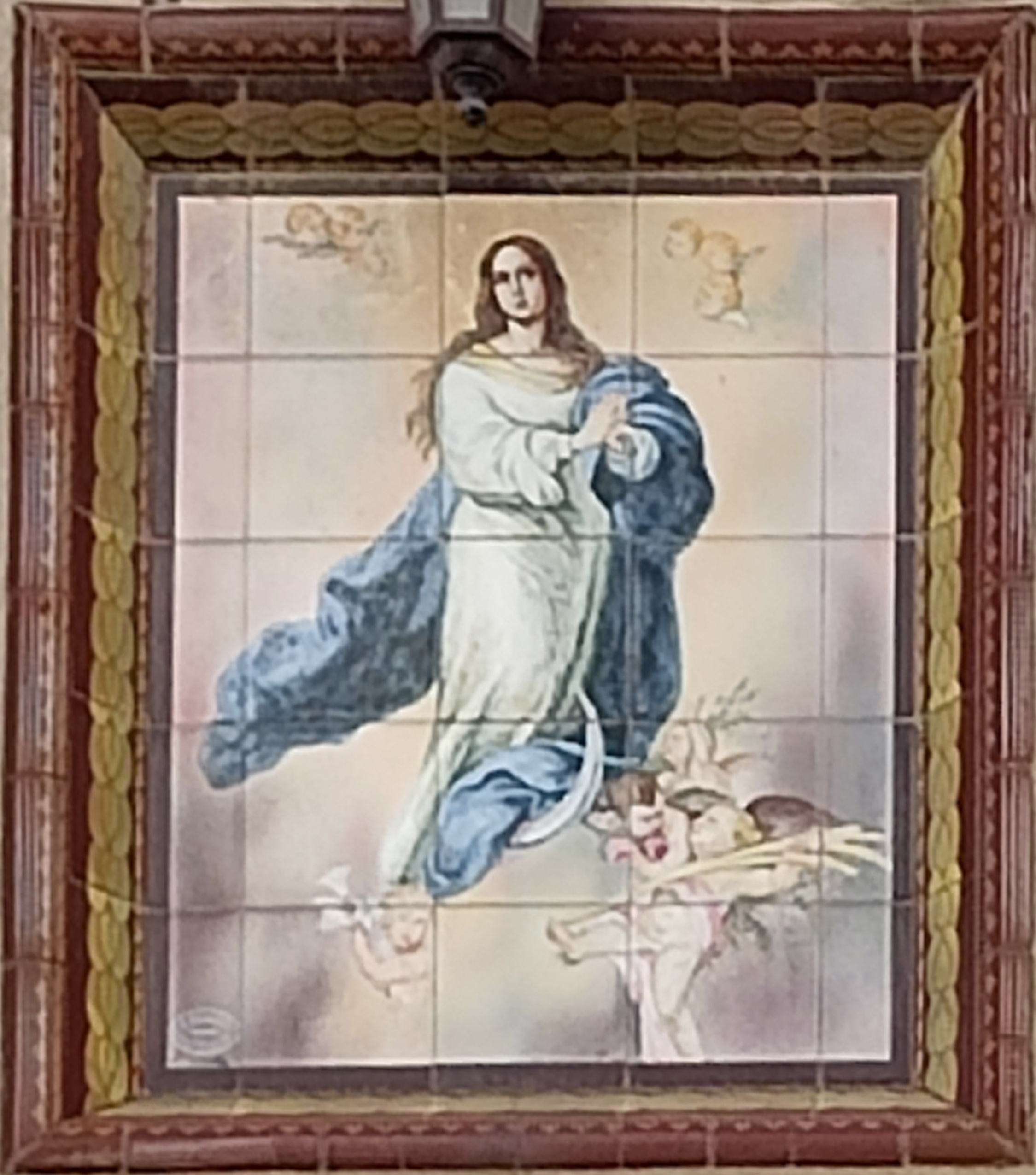
Panel devocional

La cara interior del portal estaba decorada con un panel cerámico devocional con la imagen de la Inmaculada Concepción que acabó dando nombre a esta construcción y a todo el tramo de la calle Enmedio desde las «Cuatro Esquinas» con la de Colón y hasta el Descarregador de la Llenya, como se conocía antiguamente a la plaza Clavé.
Este panel fue fabricado en la fábrica del conde de Aranda de Alcora en 1791, constaba de la imagen de la virgen según su iconografía propia sobre un fondo blanco rodeada de una orla, todo ello con una excelente policromía. Tras el derribo del portal, los vecinos requirieron al ayuntamiento que recolocara la capillita en un lugar cercano al original, eligiendo las autoridades la fachada del edificio situado en el actual n.º 152 de la calle Enmedio. Más tarde dicho edificio también fue derribado y el panel cerámico devocional se integró en la nueva edificación conocida como Casa Portolés.
En agosto de 1936 al comienzo de la guerra civil grupos anticlericales destruyeron iglesias, conventos y otros elementos de carácter religioso de la ciudad, incluyendo este y la práctica totalidad de paneles cerámicos devocionales ubicados en las calles de la ciudad.
En 1939 de nuevo los vecinos de la zona acordaron la compra de un nuevo panel cerámico devocional para ubicarlo en su posición original que fue inaugurado el 7 de diciembre de 1940 con presencia de todas las autoridades locales. Esta obra es una copia de la famosa Inmaculada Concepción del Escorial de Murillo en un panel compuesto por 15 azulejos de 20 x 20 cm ubicados en 3 hileras verticales de 5 piezas cada una y sendas hileras laterales con medios azulejos de 20 x 10 cm obra a mano sobre estarcido del pintor local José Cotanda y fue realizada por conformado en vía semiseca en la fábrica de Diago.
Se sitúa en una hornacina abocinada muy poco profunda decorada con cenefas cerámicas y moldura exterior con piezas especiales de cubrecanto en el lado derecho de la fachada a la altura de la ventana del primer piso del edificio. La pieza se ilumina todos los días del año por un farol.

## Panel indicativo

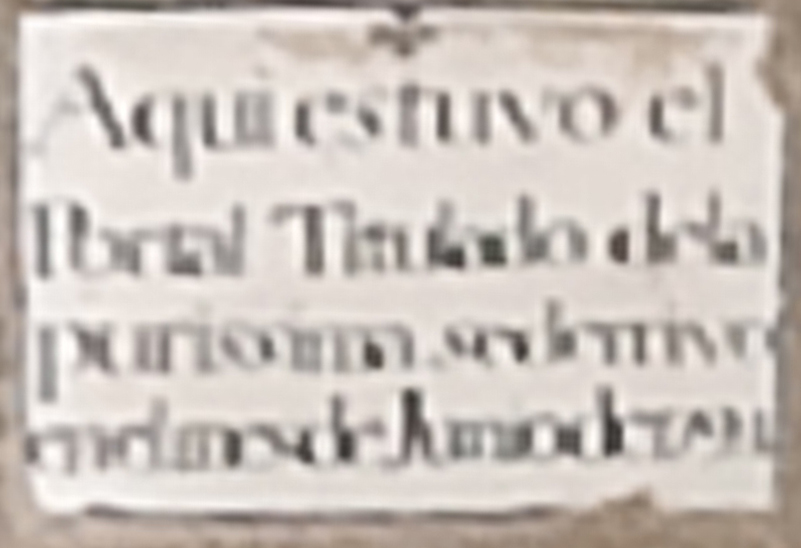
Panel indicativo

Al derribar el portal de la muralla se colocó en el nuevo edificio que se construyó en  su lugar una pequeña pieza cerámica de 25 x 15 cm datada en 1794 en memoria de la antigua construcción. Su ubicación sufrió vicisitudes similares a las del panel cerámico devocional y actualmente se sitúa en el lado izquierdo de la fachada a la altura del primer piso al lado de la ventana. Su texto dice:

Aqui estuvo el
Portal Titulado de la
purissima se derrivo
en el mes de Junio de 1794

El azulejo es de fondo blanco, con el texto en negro y sobre él una cruz dibujada con un ribete de color azul. Su conservación es deficiente y además en su ubicación está rodeado de numerosos elementos impropios que dificultan, más si cabe debido a su tamaño, su correcta visión. Debido a su singularidad fue declarado Bien de relevancia local en 2021.

## Panel de indulgencias

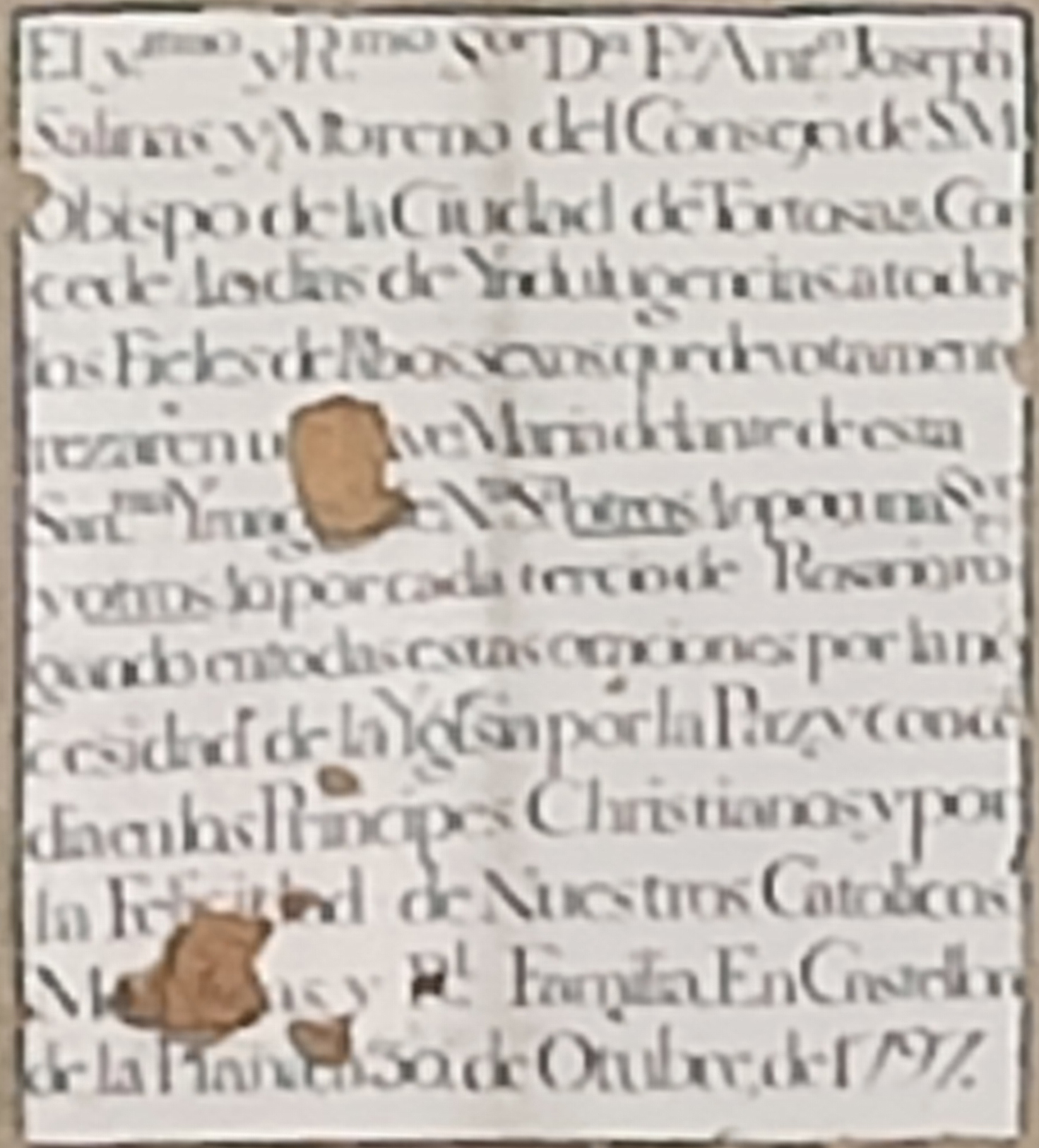
Panel de indulgencias

Muchos de los paneles devocionales de Castellón venían acompañados de un panel indicando las indulgencias que recibiría la persona que ante ellos se encomendara, dictadas por algún obispo de Tortosa. De ellas dos se conservan en el Museo de Bellas Artes y solo permanece en su posición original el que se dedicó a la Purísima. Ha sufrido los mismos cambios que los otros paneles cerámicos y actualmente se encuentra en el lado derecho de la fachada del edificio, a la altura del primer piso y bajo el panel cerámico devocional.

Estas indulgencias fueron dadas por el obispo de Tortosa de origen castellonense José Salinas y Moreno en 1797 y se mandó transcribirlas en una placa cerámica de 45 x 95 cm conformada por vía húmeda y deorada a mano alzada sobre estarcido. Su texto dice lo siguiente:

El y.ttmo y R.mo S.or. D.n F.r Antº. Joseph
Salinas y Moreno del Consejo de SM
Obispo de la Ciudad de Tortosa & Con-
-cede 40 dias de Yndulugencias a todos
los Fieles de ambos sexos que devotamente
rezaren u[n A]ve Maria delante de esta
S.anma Y.mag[en d]e Nª Sª otros 40. por S.vc
y otros 40. por cada tercio de Rosario ro-
-gando en todas estas oraciones por la ne-
-cesidad de la Yglesia por la Paz y concor-
-dia en los Principes Chirstianos y por
la Felicidad de Nuestros Catolicos
M [...]as y Rl. Familia. En Castellon
de la Plana, a 30 de Octubre de 1797

Presenta un estado de conservación deficiente con grietas y faltas de material cerámico, pero con un entorno libre de elementos impropios y buena visibilidad. En 2021 esta placa también fue catalogada como BRL debido a su singularidad.

## Festa de carrer
Posiblemente fue a principios del siglo XVIII cuando se empezaron a celebrar fiestas en las calles y los arrabales de la villa de Castellón. La primera referencia concreta a las celebraciones del Portal de la Purísima se tiene en 1789 cuando el majoral de la fiesta solicitó permiso al ayuntamiento para celebrar bailes y festejos taurinos en el Descarregador de la Llenya. Ya desde sus inicios la fiesta destacó de entre las similares acaparando la atención de toda la población.
En el siglo XIX las fiestas se popularizaron y fueron adquiriendo un importante carácter lúdico. La prensa de 1885 habla de una festividad de lucidísima y de gran suntuosidad con la calle iluminada con luz eléctrica y decorada con reposteros, pasacalles con bandas de música, serenatas, bailes y fuegos artificiales. En estos años el escultor José Viciano Martí realiza una nueva imagen de la Inmaculada para ser utilizada durante su fiesta. A principios del siglo XX volvieron los festejos taurinos ahora en la Plaza de toros. Casualmente, la fiesta fue descrita por una viajera inglesa anónima que se encontraba visitando la provincia en las fechas de esta celebración de 1863, en unas cartas que posteriormente serían publicadas en el libro La Corte. Letters from Spain, 1863 to 1866 en la que habla de la abarrotada procesión en honor de la Virgen, pero especialmente destaca la descripción que hace de la indumentaria de los hombres de clase alta que participaron en la procesión, pues se trata de la primera descripción conocida del traje de castellonero.  En 1915 estas fiestas son las únicas que describe pormenorizadamente el escritor Enric Ribés Sangüesa en su obra Quadros de costums castellonencs debido a que vivía justo enfrente de la Casa Portolés, mientras que del resto de festividades similares se dedicó a reseñarlas brevemente.
La fiesta estaba organizada por el clavario asistido por el del año anterior al de la festividad en curso, a los que en 1932 se unió un tercero en representación del año posterior, una particularidad de esta fiesta. El clavario era la persona encargada de contratar y pagar toda la celebración, ejerciendo a menudo un gasto por encima de sus posibilidades económicas, además de custodiar la imagen en su casa durante todo el año. También fue de las primeras fiestas en nombrar a una mujer clavariesa para el año 1934, antes de eso la mujer del clavario ejercía un papel importante en la celebración siendo homenajeada junto a su marido en las organizaciones y además desde los inicios de la fiesta acostumbraba a no portar mantilla sobre la cabeza en las procesiones, lo que constituye otra particularidad del Portal de la Purísima.
La fiesta consistía en un pasacalles anunciador a cargo de una banda de música, seguida de banquetes y bailes populares en la calle. Al día siguiente, 8 de diciembre celebración de la Inmaculada Concepción, por la mañana, se trasladaba la imagen de la Virgen hasta la Iglesia Mayor donde se celebraba la función religiosa y de nuevo volvía a la casa del clavario donde de nuevo se organizaban comidas y otros actos lúdicos hasta el caer la noche, cuando tenía lugar la procesión de la Tornà donde se llevaba la imagen hasta la vivienda del nuevo clavario donde permanecería hasta la fiesta del año siguiente, pero recorriendo antes toda la calle Enmedio hasta sus dos extremos, por el norte la plaza Clavé y por el sur la calle Colón. Por la noche el Casino de Artesanos celebraba un gran baile en su sede que daba por terminadas las fiestas.
En 1936 al comienzo de la guerra civil la imagen de la Virgen es destruida  y las fiestas de ese año y la del año siguiente fueron canceladas a causa del conflicto bélico. En diciembre de 1938, con la ciudad situada en el bando franquista desde ese verano, se celebró la fiesta religiosa, incluyendo una misa de difuntos por los vecinos muertos durante la guerra que se mantuvo en el tiempo. En 1939 se recuperan las celebraciones lúdicas y deciden recaudar el dinero para adquirir una nueva imagen de la Inmaculada que sería encargada en 1941 al escultor valenciano José Gerique, que tallaría una imagen a semejanza de una conservada en la Catedral de Valencia, para celebrar su bendición, las fiestas de ese año recuperaron la tradición de la Tornà.
Las fiestas continuaron durante las medianías del siglo XX cada vez con más dificultades y con menor participación, lo que propició que en 1971  se estableciese la imagen de la Inmaculada del Portal de la Purísima en uno de los altares laterales del ermitorio de Nuestra Señora del Lledó, donde permanece actualmente. Hasta allí se trasladaban los vecinos de la calle Enmedio cada 8 de diciembre para celebrar la festividad de su patrona junto a la patrona de la ciudad hasta 1979 en que se nombró al último clavario.
En 2003 un grupo de vecinos constituidos en «asociación cultural» se propuso recuperar esta festa de carrer de igual forma que se hacía antiguamente, con notable éxito de participación y de apoyo institucional.